# Sepulcrum Domini di Gernrode

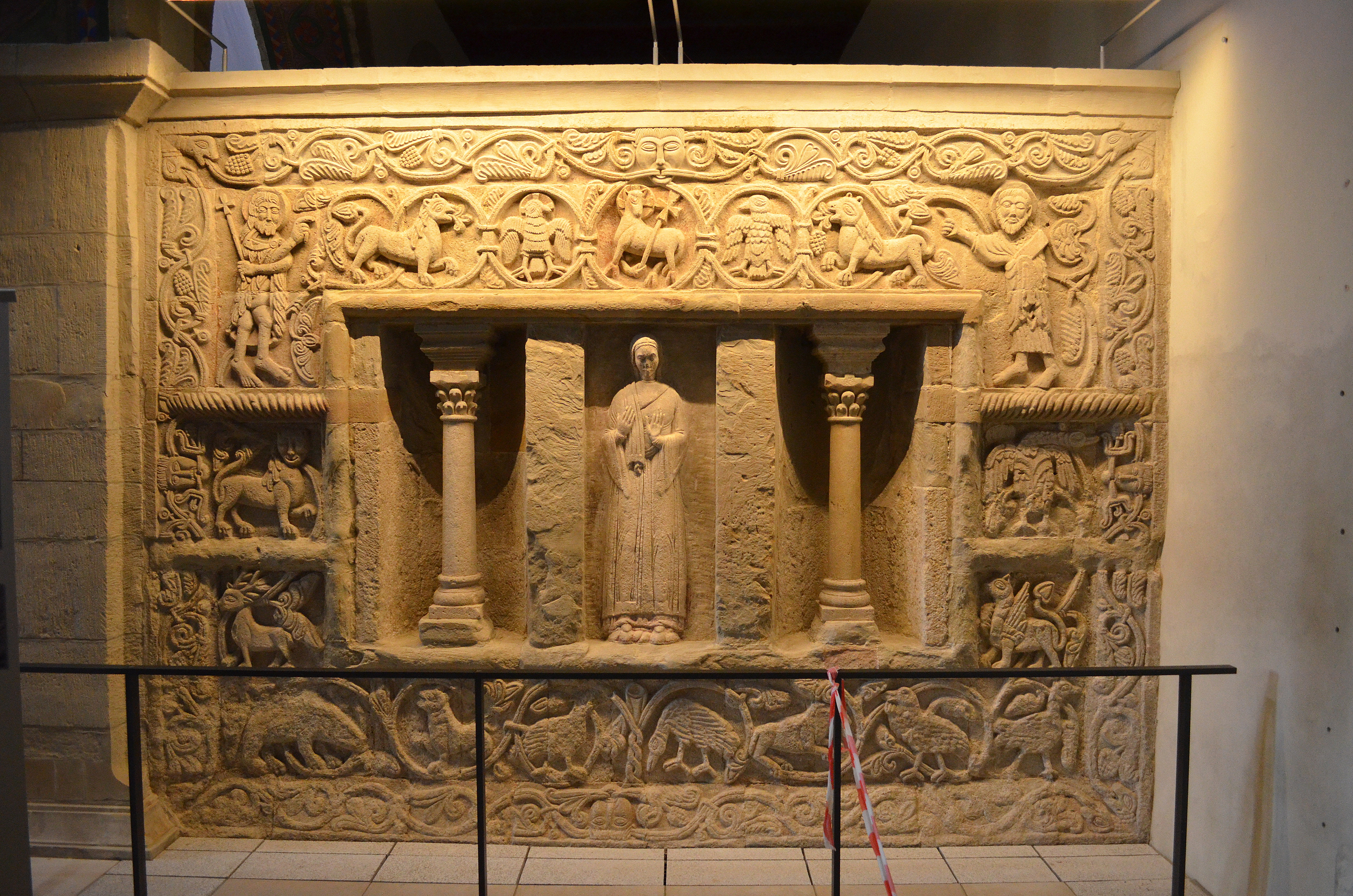
La parete ovest esterna del Sepulcrum Domini di Gernrode

Il Sepulcrum Domini di Gernrode è un cenotafio di stile romanico realizzato tra il 1160 ed il 1180 all'interno della chiesa di san Ciriaco a Gernrode, in Germania. 

## Storia

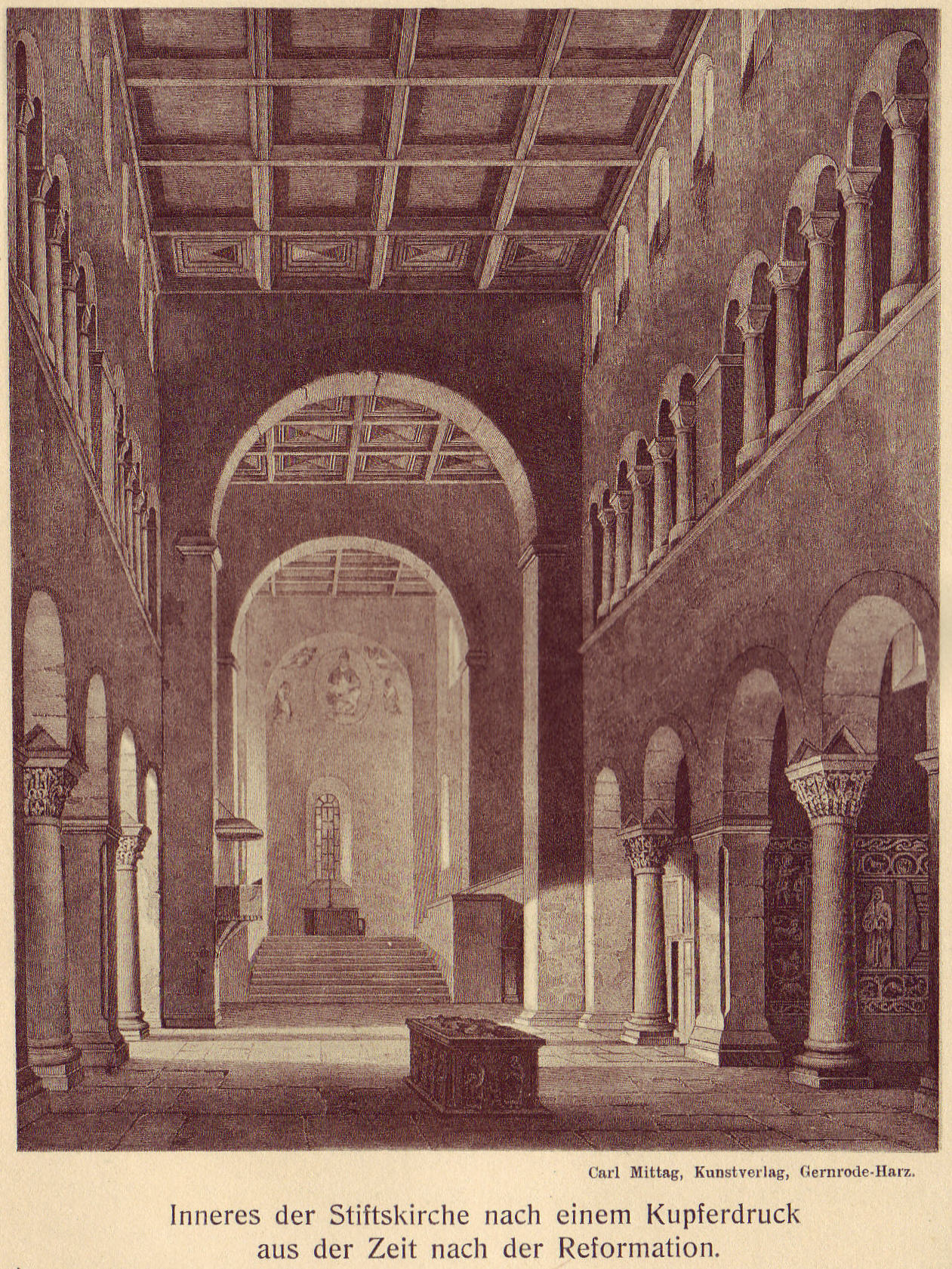
L'interno della chiesa di San Ciriaco di Gernrode nel Settecento: a destra, sotto la navata, si nota il Sepulcrum Domini

Il Sepulcrum Domini della chiesa di San Ciriaco a Gernrode si trova nella navata sud della struttura e venne eretto tra il 1160 ed il 1180, ma esteso e portato a compimento attorno al 1130 circa sulla scia dei sepolcri simbolici che venivano costruiti in alcune chiese in riferimento a pellegrinaggi a Gerusalemme o ad uso della liturgia della Settimana Santa. 
I primi riferimenti documentali a questo Sepulcrum risalgono ad ogni modo alla metà del XV secolo quando si apprende che esso costituiva parte integrante delle celebrazioni della Settimana Santa. Il Venerdì Santo, una croce in legno veniva portata sino all'interno della struttura e ivi deposta in ricordo della deposizione di Gesù. La mattina di Pasqua quella stessa croce veniva portata fuori dal sepolcro ed eretta sull'altare a cura dei canonici. Tutti questi momenti erano solitamente accompagnati da rappresentazioni sacre a cui prendevano parte attiva i canonici e le canonichesse locali.
L'opera, per quanto di pregevole fattura, non ha tramandato un nome sicuro dello scultore o del gruppo di scultori che vi lavorarono in epoche diverse. Valutando la tipologia e la qualità degli ornamenti e la loro somiglianza con quelli presenti nell'abbazia di Quedlinburg, l'opera è stata da molti attribuita alla mano dei Maestri comacini che effettivamente lavorarono alla chiesa abbaziale negli anni '70 del XII secolo, oppure a maestranza locale che dall'opera dei comacini trasse ispirazione. Altri studiosi hanno notato la somiglianza di alcuni bassorilievi con quelli della Porta di Bernoardo della cattedrale di Hildesheim.
Il monumento di Gernrode è il più antico esempio di Sepulcrum Domini della Germania e una delle più raffinate rappresentazioni scultoree di epoca primo romanica d'Oltralpe (Architettura ottoniana).

## Descrizione

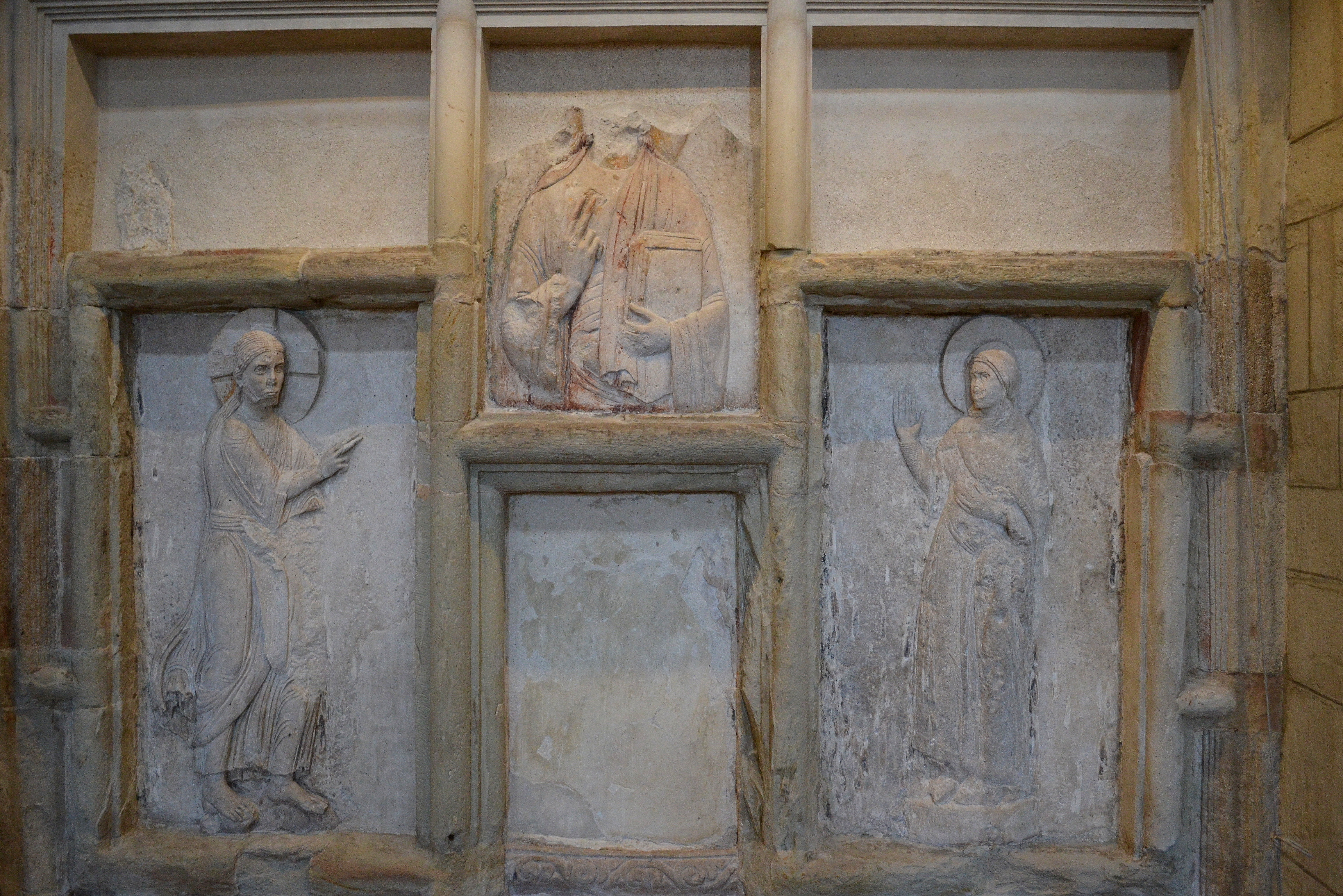
L'altorilievo col Cristo acefalo sopra l'antica porta d'ingresso alla cappella, fiancheggiata dai personaggi chiave della scena del Noli me tangere

Il Sepulcrum Domini di Gernrode si presenta come una cappella con quattro pareti costruita all'interno della chiesa, senza tetto. La forma è rettangolare con dimensioni di 7,35 metri nelle pareti est e ovest e 4,08 metri nelle pareti nord e sud.
La parete nord del sepolcro riporta i simboli dei quattro evangelisti, accompagnati dalla scena della visita di Pietro e di Giovanni alla tomba vuota di Cristo. Sempre sulla medesima parete viene raffigurata la scena del Noli me tangere tra Gesù e la Maddalena. Sovrasta la scena una scultura a tutto tondo raffigurante Cristo come Dio Padre con in una mano il Vangelo e l'altra benedicente. La statua si trova attualmente privata della testa, ma non è chiaro quando questo danneggiamento sia avvenuto, se in epoca medievale o all'epoca della diffusione del protestantesimo nella regione (XVI secolo, nello specifico nelle guerre contadine in Germania). Sotto di essa si apriva l'antica porta di accesso al Sepulcrum ancora oggi visibile (0,7 metri di larghezza per 1,49 metri di altezza) che venne successivamente chiusa e aperta su un altro lato con l'espansione della struttura.
La parete occidentale del sepolcro contiene più decorazioni scolpite: la parte superiore ospita un fregio con animali, piante di vite, frutta e foglie; in mezzo si trova una figura femminile tra due colonne che, secondo gli studiosi potrebbe trattarsi di una delle tre Marie (citate in Gv 20,11) e precisamente quella "che rimase fuori dalla grotta, a spazzare." In mezzo al fregio si trova un'immagine dell'agnello di Dio con una nuvola e una croce, al lato del quale sono rappresentati Mosè con le tavole della legge (Vecchio Testamento) e San Giovanni Battista (Nuovo Testamento). Molti degli animali rappresentati nei fregi sono rappresentazioni simboliche di Cristo stesso; un pellicano e un grifone, un leone e un cervo. Sotto questi animali è raffigurato un orso, seguito dalla figura di un basilisco, due uccelli vicino all'albero della vita, una lepre e un gallo ed infine un'anatra, sul cui significato non vi è concordanza precisa. La maggior parte di queste sculture traggono ispirazione nella loro raffigurazione dai canoni allegorici descritti nel Fisiologo di Berna. Rilievi scolpiti si trovano anche all'interno del sepolcro. Una grande nicchia nel muro meridionale interno, circondata da due colonne, probabilmente serviva da sepoltura per una statua del corpo di Cristo durante il periodo pasquale. Nel corso dell'espansione della struttura, questa venne ricollocata nel muro nord del sepolcro. Attorno all'ingresso alla struttura si trovano due angeli guardiani e la rappresentazione delle tre Marie. Dalla parte opposta dell'ingresso si trova una figura anonima più grande del vero (2,14 metri) rivestita con un pallio attorno al collo, con un bastone e un ramo di palma in mano, il che indicherebbe probabilmente un vescovo sconosciuto oppure una rappresentazione di Cristo trionfante sulla morte (indicato come "sacerdote in eterno").